# Hiro H4H
Hiro H4H (hay Tàu bay Hiro Hải quân Kiểu 91) là một loại tàu bay trinh sát/ném bom của Nhật Bản trong thập niên 1930. Do Quân xưởng Hải quân Hiro thiết kế chế tạo cho Hải quân Đế quốc Nhật Bản.

## Biến thể
H4H1 (Tàu bay Hiro Hải quân Kiểu 91 Mẫu 1)
H4H2 (Tàu bay Hiro Hải quân Kiểu 91 Mẫu 2)

## Quốc gia sử dụng
Nhật Bản
- Không lực Hải quân Đế quốc Nhật Bản

## Tính năng kỹ chiến thuật (H4H2)
Dữ liệu lấy từ 
Đặc điểm tổng quát
- Chiều dài: 54 ft 4¼ in (16.57 m)
- Sải cánh: 76 ft 11½ in (23.46 m)
- Chiều cao: 20 ft 5 in (6.22 m)
- Diện tích cánh: 890.20 ft2 (82.70 m2)
- Trọng lượng rỗng: 10280 lb (4663 kg)
- Trọng lượng có tải: 16534 lb (7500 kg)
- Động cơ: 2 × Myojo, 800 hp (597 kW) mỗi chiếc

Hiệu suất bay
- Vận tốc cực đại: 145 mph (233 km/h)
- Tầm bay: 793 dặm (1260 km)
- Trần bay: 11880 ft (3620 m)

Vũ khí trang bị
- 3 × súng máy 7,7mm (0.303in)
- 2 × quả bom 250kg (551lb)